# 馬拉赫 (馬拉赫區)
35°23′18″N 1°5′40″W / 35.38833°N 1.09444°W

馬拉赫（阿拉伯语：‎），是阿爾及利亞的城鎮，位於該國西北部，由艾因泰穆尚特省負責管轄，是馬拉赫區的首府，面積69平方公里，2010年人口18,944，人口密度每平方公里270人。